# Yerongponga exequialis
Yerongponga exequialis là một loài bướm đêm trong họ Noctuidae.